# 37853 Danielbarbier
37853 Danielbarbier este o planetă minoră (asteroid), cu un diametru de 6,073 km, din centura de asteroizi. A fost descoperită pe 27 februarie 1998 la Observatorul La Silla de Eric Walter Elst. 
Obiectul prezintă o orbită caracterizată de o semiaxă mare de 2,4422967 UAi, o excentricitate de 0,17, o înclinație de 3,33117 ° în raport cu ecliptica.